# Copa Interamericana
Die Copa Interamericana (engl.: Interamerican Cup) war ein interkontinentaler Vereinsfußballwettbewerb, der von 1969 bis 1998 zwischen den Gewinnern des damaligen CONCACAF Champions’ Cups und den Siegern der Copa Libertadores insgesamt 18-mal ausgespielt wurde.
Die Copa Interamericana ist vom Austragungsmodus vergleichbar mit dem Afro-Asien-Pokal und dem Europa-Südamerika-Pokal (Weltpokal), erreichte aber nie annähernd die Popularität des letzteren. Zudem fiel der meist mit eineinhalb Jahren Verspätung ausgetragene Wettbewerb in vielen Jahren ganz aus. Zuletzt verzichteten die Libertadores-Gewinner sogar zweimal zugunsten nachrangiger Vereine auf ihre Teilnahme. Gespielt wurde bis auf zwei Ausnahmen jeweils in Hin- und Rückspiel, wobei anfangs die Tordifferenz keine Rolle spielte, so dass bei Punktgleichheit ein Entscheidungsspiel erforderlich wurde. Zweimal wurde aber trotzdem bereits im Rückspiel die Entscheidung gesucht.
Seit 2024 wird mit dem FIFA-Interkontinental-Pokal jährlich ein Wettbewerb ausgetragen, in dessen zweiter Runde unter der Bezeichnung Derby von Amerika wieder ein Vergleich zwischen den vermeintlich besten Klubmannschaften Nord- und Südamerikas ausgetragen wird.
Am 27. Januar 2023 gaben CONCACAF und CONMEBOl bekannt, dass im Rahmen einer strategischen Partnerschaft ab dem Jahr 2024 ein neuer interamerikanischer Klubwettwerb mit vier Teilnehmern (zwei aus jeder der beiden Konföderationen) ins Leben gerufen werden soll.

## Die Spiele und Sieger
| Jahr    | Spielpaarung (Sieger fettgedruckt) | Spielpaarung (Sieger fettgedruckt) | Spielpaarung (Sieger fettgedruckt) |
| Jahr    | Sieger Copa Libertadores           | Ergebnisse                         | Sieger CONCACAF Champions’ Cup     |
| ------- | ---------------------------------- | ---------------------------------- | ---------------------------------- |
| 1969    | Estudiantes de La Plata            | 2:1 / 1:2 / 3:0                    | Deportivo Toluca                   |
| 1970    | nicht ausgetragen                  | nicht ausgetragen                  | nicht ausgetragen                  |
| 1971    | nicht ausgetragen                  | nicht ausgetragen                  | nicht ausgetragen                  |
| 1972    | Nacional Montevideo                | 1:1 / 2:1                          | CD Cruz Azul                       |
| 1973    | CA Independiente                   | 2:1 / 2:0                          | CD Olimpia                         |
| 1974    | CA Independiente                   | 1:0 / 0:1 n. V., 4:2 i. E.         | CSD Municipal                      |
| 1975    | nicht ausgetragen                  | nicht ausgetragen                  | nicht ausgetragen                  |
| 1976    | CA Independiente                   | 2:2 / 0:0, 4:2 i. E.               | Atlético Español                   |
| 1977    | nicht ausgetragen                  | nicht ausgetragen                  | nicht ausgetragen                  |
| 1978    | Boca Juniors                       | 3:0 / 0:1 / 1:2 n. V.              | Club América                       |
| 1979    | nicht ausgetragen                  | nicht ausgetragen                  | nicht ausgetragen                  |
| 1980    | Club Olimpia                       | 3:3 / 5:0                          | Club Deportivo FAS                 |
| 1981    | Nacional Montevideo                | 1:3 / 3:1 / 1:2                    | UNAM Pumas                         |
| 1982–85 | nicht ausgetragen                  | nicht ausgetragen                  | nicht ausgetragen                  |
| 1986    | Argentinos Juniors                 | 1:0                                | Defence Force FC                   |
| 1987    | River Plate                        | 0:0 / 3:0                          | LD Alajuelense                     |
| 1988    | nicht ausgetragen                  | nicht ausgetragen                  | nicht ausgetragen                  |
| 1989    | Nacional Montevideo                | 1:1 / 4:0                          | CD Olimpia                         |
| 1990    | Atlético Nacional                  | 2:0 / 4:1                          | UNAM Pumas                         |
| 1991    | Club Olimpia                       | 1:1 / 1:2                          | Club América                       |
| 1992    | CSD Colo-Colo                      | 4:1 / 3:1                          | Club Puebla                        |
| 1993    | nicht ausgetragen                  | nicht ausgetragen                  | nicht ausgetragen                  |
| 1994    | CD Universidad Católica            | 1:3 / 5:1 n. V.                    | CD Saprissa                        |
| 1995    | nicht ausgetragen                  | nicht ausgetragen                  | nicht ausgetragen                  |
| 1996    | CA Vélez Sarsfield                 | 0:0 / 2:0                          | CS Cartaginés                      |
| 1997    | Atlético Nacional                  | 3:2                                | CD Saprissa                        |
| 1998    | CR Vasco da Gama                   | 1:0 / 0:2                          | D.C. United                        |

### Ranglisten
| Rang | Klub                    | Titel | Jahr(e)          |
| ---- | ----------------------- | ----- | ---------------- |
| 1    | CA Independiente        | 3     | 1973, 1974, 1976 |
| 2    | Atlético Nacional       | 2     | 1990, 1997       |
|      | Club América            | 2     | 1978, 1991       |
|      | Nacional Montevideo     | 2     | 1972, 1989       |
| 5    | Argentinos Juniors      | 1     | 1986             |
|      | River Plate             | 1     | 1987             |
|      | CA Vélez Sarsfield      | 1     | 1996             |
|      | Club Olimpia            | 1     | 1980             |
|      | CD Universidad Católica | 1     | 1994             |
|      | CSD Colo-Colo           | 1     | 1992             |
|      | D.C. United             | 1     | 1998             |
|      | Estudiantes de La Plata | 1     | 1969             |
|      | UNAM Pumas              | 1     | 1981             |

| Rang | Land        | Titel |
| ---- | ----------- | ----- |
| 1    | Argentinien | 7     |
| 2    | Mexiko      | 3     |
| 3    | Chile       | 2     |
|      | Kolumbien   | 2     |
|      | Uruguay     | 2     |
| 6    | Paraguay    | 1     |
|      | USA         | 1     |

| Rang | Verband  | Titel |
| ---- | -------- | ----- |
| 1    | CONMEBOL | 14    |
| 2    | CONCACAF | 4     |